# Vladimir III av Kiev
Vladimir III av Kiev, född okänt år, död 1239, var en monark (storfurste) av Kiev mellan 1223 och 1235.